# Авторское право в США
Авторское право в Соединённых Штатах Америки поощряет создание произведений искусства и культуры, поощряя авторов и правообладателей множеством эксклюзивных прав. Закон об авторском праве предоставляет авторам исключительное право производить и продавать копии своих работ, право на создание производных произведений, а также защищает правообладателя. У авторских прав в Соединённых Штатах есть срок, и, как правило, он истекает спустя 70 лет после смерти автора. После этого произведения переходят в общественное достояние.
В Соединенных Штатах авторское право регулируется Законом об авторском праве (1976). Конституция Соединенных Штатов даёт Конгрессу полномочия создавать закон об авторском праве в соответствии со статьёй 1, разделом 8, пунктом 8, известным как пункт авторского права. Согласно пункту 8, Конгресс имеет право:
«Поощрять развитие наук и полезных искусств, ограждая на определенный срок права собственности авторов и изобретателей на их произведения и открытия»
Бюро авторского права США обрабатывает запросы на регистрацию авторских прав, их передачу и другие административные аспекты авторского права.

## История
Законодательство авторского права в США ведёт свою историю от Британского Статута королевы Анны (1709), повлиявшего на первый американский федеральный Закон об авторском праве (1790), принятый штатами в 1790 году. С течением времени возникала необходимость обновления закона, последний раз это произошло в 1976 году, был принят новый Закон об авторском праве (1976).

## Цель авторского права
Целью закона об авторском праве, как это предусмотрено Конституцией США, является «содействие развитие наук и полезных искусств, ограждая на определенный срок права собственности авторов и изобретателей на их произведения и открытия». Сюда входит стимулирование на создания произведений в искусстве, литературе, архитектуре, музыке и других отраслях. Как и во многих других правовых учениях, эффективность авторского права в достижении поставленной цели является предметом дискуссий.

## Объекты авторского права
Закон об авторском праве США защищает «оригинальные авторские произведения», зафиксированные на материальном носителе. Эта защита доступна как опубликованным, так и неопубликованным работам. Авторское право включает в себя следующие виды работ:
- Литература;
- Музыка;
- Драматургия;
- Хореография;
- Изобразительное искусство;
- Аудиовизуальные произведения;
- Звукозаписи;
- Производные произведения;
- Сборники;
- Архитектурные работы[6].

## Регистрация
Процесс регистрации авторского права в США не является обязательным. По сути, все произведения априори защищены авторским, если не указано другое (например, лицензия Creative Commons). Однако регистрация даёт правообладателю некие преимущества и законодательство всячески стимулирует и поощряет этот процесс. Среди преимуществ, выраженных в регистрации, выделяются следующие:
- Устанавливается публичная запись требования авторского права;
- Иск в суд можно подать лишь по зарегистрированной работе;
- Если регистрация произведена в течение 5 лет до или после публикации, правообладатель получает в случае суда prima facie[англ.] (с лат. — «на первый взгляд»);
- Производится отметка в Таможенной службе США[англ.] для предотвращения вывоза за границу нелицензионных копий;
- В случае, если регистрация была произведена в течение 3 месяцев с момента публикации объекта авторского права, правообладателю возмещаются судебные издержки и убытки, установленные законом. Если же регистрации не было, возмещаются только физические убытки.

Сейчас подать заявку о регистрации авторского права можно через онлайн-сервис. После проверки заявки и при отсутствии ошибок в форме, автору выдаётся свидетельство о регистрации.

### Предоставление копий
При регистрации новой работы, в Бюро авторских прав США прав необходимо предоставить её копию. Передача может быть осуществлена через онлайн-систему удалённо. Требование о предоставлении копии преследует две цели.
Во-первых, при нарушении авторского права, после подачи иска в суд владелец может доказать подлинность и уникальность своей работы, ссылаясь на копию, переданную в Бюро.
Во-вторых, это требование помогает Библиотеке Конгресса постоянно пополнять свою коллекцию работ.
Несоблюдение требованию по предоставлению копии наказывается штрафом, но не приводит к конфискации авторского права.

### Уведомление об авторском праве
До 1 марта 1989 года в США законодательно требовалась отметка об авторском праве на любой копии, предназначенной для использования третьими лицами. Отсутствие отметки до 1989 года могло трактоваться как признак незащищённости произведения, а следовательно его свободности. После присоединения Соединённых Штатов к Бернской конвенции и ряда изменений в Законе об авторском праве, необходимость ставить отметки отпала. Однако это касалось произведений, вышедших после 1 января 1989 года. И хотя отметка стала необязательной, она продолжает играть важную роль, являясь, например, средством предупреждения нарушений. В случае наличия отметки судебное разбирательство исключает непредумышленность действий пирата.
Закон предписывает создавать уведомление об авторском праве на визуально различимых копиях в определённой форме:
1. Символ ©, латинская буквы «c» в окружности, либо слово Copyright (рус. Авторское право) или сокращённо Copr;
2. Год первой публикации работы;
3. Имя владельца или название организации, кому принадлежит авторское право[9].

Например, © 2015 Джон Доу

## Срок действия авторского права
Защита авторских прав в США длится в течение 70 лет после смерти автора. Если объект авторского права был создан «по найму», то авторское право сохраняется в течение 120 лет после создания или 95 лет после публикации, в зависимости от того, что наступает раньше. Для произведений, созданных до 1978 года, правила продолжительности авторских прав усложнены. Тем не менее, произведения, созданные до 1923 года находятся в общественном достоянии.

### Произведения, созданные до 1978 года
Для работ, опубликованных или зарегистрированных до 1978 года, максимальная продолжительность авторских прав составляла 95 лет со дня опубликования, если авторские права были продлены на 28-й год после публикации. С выходом Закона об обновлении авторских прав 1992 года обновление и продление срока стало происходить автоматически.
В 1976 году вступил в силу новый закон об авторском праве. Он предписывает, что срок авторского права произведений, созданных после 1 января 1978 года равен сроку жизни автора плюс 70 лет с момента его смерти. Для произведений, созданных до 1978 года, но не опубликованных или не зарегистрированных до этого момента, закон также относился.
Таким образом, все авторские произведения, опубликованные в Соединенных Штатах до 1923 года, находятся в общественном достоянии. Работы, созданные до 1978 года, но не опубликованные до недавнего времени,  могут быть защищены до 2047 года. Для произведений, получивших свои авторские права до 1978 года, их пришлось бы продлевать на 28 году существования в бюро регистрации авторских прав. Необходимость обновления отпала с выходом в 1992 году Закона о возобновлении авторского права, но, несмотря на это, работы, перешедшие в общественное достояние, не вернули свой прежний статус. Таким образом, работы, опубликованные до 1964 года и авторские права на которые не были обновлены, находятся в общественном достоянии.

## Ограничения, исключения и защита
В Законе об авторском праве США есть ряд ограничений и исключений. Наиболее важные из них:
- Авторское право распространяется только на определенные объекты авторского права, прописанные в главе 17 USC § 102. Работы, не являющиеся «оригинальными авторскими произведениями в любой фиксированной форме на материальном носителе» не подлежат защите авторским правом. В 17 U.S.C. § 102 (б) описано, что защита авторских прав не распространяется на идеи, процедуры, процессы, системы и т. д. Факты не могут охраняться авторским правом. «Полезные статьи» также не защищаются. Это понятие включает в себя гарнитуры шрифтов, дизайны, бланки, заголовки, имена, короткие фразы, лозунги, списки ингредиентов и содержание, доменных имена и названия групп[13].

- Доктрина первоначальной продажи[англ.] (англ. First-sell doctrine) (17 U.S.C. § 109) ограничивает права владельцев авторских прав за контролем, дальнейшим распространением и отображением экземпляров своих произведений после первой продажи. Это означает, что человек, купивший конкретный экземпляр имеет право на его перепродажу или иное действие, вплоть до публичного отображения этого экземпляра для окружающих. Доктрина применяется только в тех случаях, когда второе лицо получило работу исключительно законным путём. Исключения составляют звукозаписи, которые не могут быть проданы или куплены без санкции правообладателя.
- Закон об авторском праве включает в себя конкретные исключения для различных видов работ и конкретных лиц, таких как библиотеки (§ 108), общественно-правовые вещатели (§ 110 и § 118), произведения, состоящие из шрифта Брайля (§ 121), программное обеспечение резервных копий (§ 117), обложки звукозаписей (§ 115), и обязательное лицензирование музыкальных автоматов (§ 116).
- Закон об авторском праве (17 USC 121 и 17 USC 110 (8)) включает в себя конкретные нормативные исключения относительно воспроизводства материалов для слепых и других лиц с ограниченными возможностями. Раздел 121 (т. н."Поправка Чафи") разрешает воспроизведение авторских работ, написанных шрифтом Брайля, аудио, электронных документов, Web-Брайля или других необходимых форматов. Например, Национальная библиотечная служба для слепых и инвалидов[англ.] (NLS), реализует программу в соответствии с разделом 121; цифровая библиотека HathiTrust также опирается на раздел 121 в предоставлении доступа для пользователей с ограниченными физическими возможностями.
- Произведения, созданные животными не защищаются авторским правом. Например, фотографии или картины.

## Общественное достояние
Общественное достояние по сути означает, что объект бесплатен и свободен, его можно копировать и использовать. Строго говоря, термин «общественное достояние» означает, что работа не покрывается никакими правами интеллектуальной собственности.
Произведение может оказаться в общественном достоянии в США по истечении срока защиты авторского права либо если владелец передал своё произведение в общественное достояние. В общественном достоянии также 
находятся служебные произведения, созданные служащими Федерального правительства США в рамках выполнения своих официальных обязанностей.

## Бесхозные произведения
Как и во многих других государствах, в США есть произведения без правообладателя, в отношении которых не истёк срок авторского права и не существует возможности установить правообладателя. Такие произведения называются бесхозными (англ. Orphan work). После публикации в 1976 году нового Закона об авторском праве стало ясно, что очень многие произведения попадают под описание защищаемых авторским правом, но установить их правообладателей проблематично.
Частично эта проблема с музыкальными произведениями была решена после публикации в 1998 году Fairness in Music Licensing Act, значительно расширившим сферу добросовестного использования защищённых работ и произведений, давно не переиздававшихся. Барам и ресторанам было позволено исполнять музыку без необходимой на то лицензии. Однако в 2000 году Еврокомиссией был подан иск в ВТО по факту нарушения Бернской конвенции. Иск был удовлетворён, и США пришлось отменить закон.